# Ducklow Inlet
Das Ducklow Inlet ist eine Bucht im Nordwesten der westantarktischen Charcot-Insel. Sie liegt unmittelbar südlich des Mount Monique.
Das Advisory Committee on Antarctic Names benannte sie 2019 nach Hugh Ducklow vom Lamont-Doherty Earth Observatory, der 16 Jahre lang als Direktor des Long Term Ecological Research Program (LTER) der National Science Foundation auf der Palmer-Station tätig war.